# أشالو تاميني
أشالو تاميني سيوم (من مواليد 22 نوفمبر 1991) هو لاعب كرة قدم إثيوبي يلعب في مركز قلب الدفاع في فريق سانت جورج والمنتخب الإثيوبي لكرة القدم. 